# Fontenay (Vosges)
Pour les articles homonymes, voir Fontenay.
Fontenay est une commune française située dans le département des Vosges en région Grand Est et membre de la communauté de communes Vologne-Durbion.
Ses habitants sont appelés les Fontenaysiens ou, par sobriquet, les Renards.

## Géographie

### Localisation

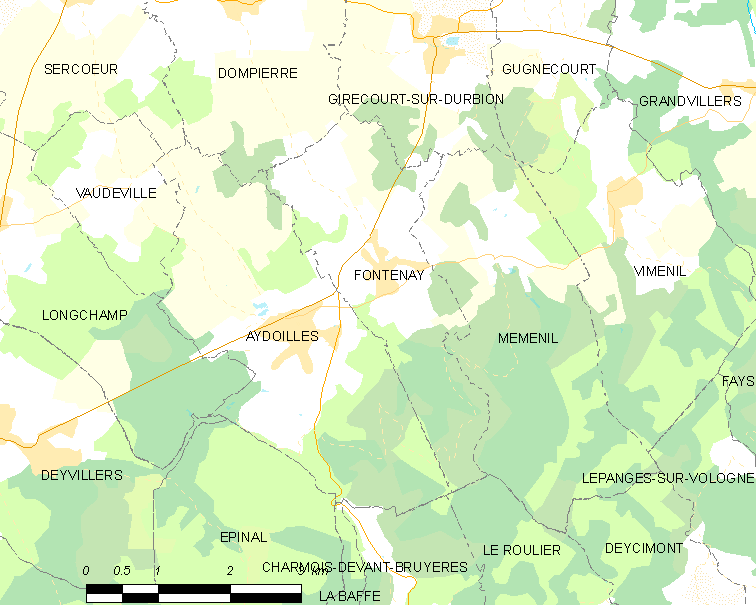
Situation géographique de Fontenay.

Plus proche d'Épinal (12 km) que de son chef-lieu de canton Bruyères (14 km), Fontenay profite de sa position un peu à l'écart de la route départementale D 420 pour séduire les amateurs de tranquillité[non neutre].

### Géologie et relief
La commune se compose de 43,71 hectares de territoires artificialisés (6,68 %), 342,75 hectares de territoires agricoles (52,41 %) et 267,12 hectares de forêts et milieux semi-naturels (40,84 %).
Espaces naturels :
- Une zone naturelle d'intérêt écologique, faunistique et floristique (Znieff) :

Forêts d’Épinal et de Tannières

### Hydrographie et les eaux souterraines
Hydrogéologie et climatologie : Système d’information pour la gestion des eaux souterraines en Seine-Normandie :
Territoire communal : Occupation du sol (Corinne Land Cover); Cours d'eau (BD Carthage),
Géologie : Carte géologique; Coupes géologiques et techniques,
 Hydrogéologie : Masses d'eau souterraine; BD Lisa; Cartes piézométriques.
La commune est située dans le bassin versant du Rhin au sein du bassin Rhin-Meuse. Elle est drainée par le ruisseau des Bolottes, le ruisseau de Fontenay, le ruisseau de la Haie Paxure et le ruisseau de l'Abime,.

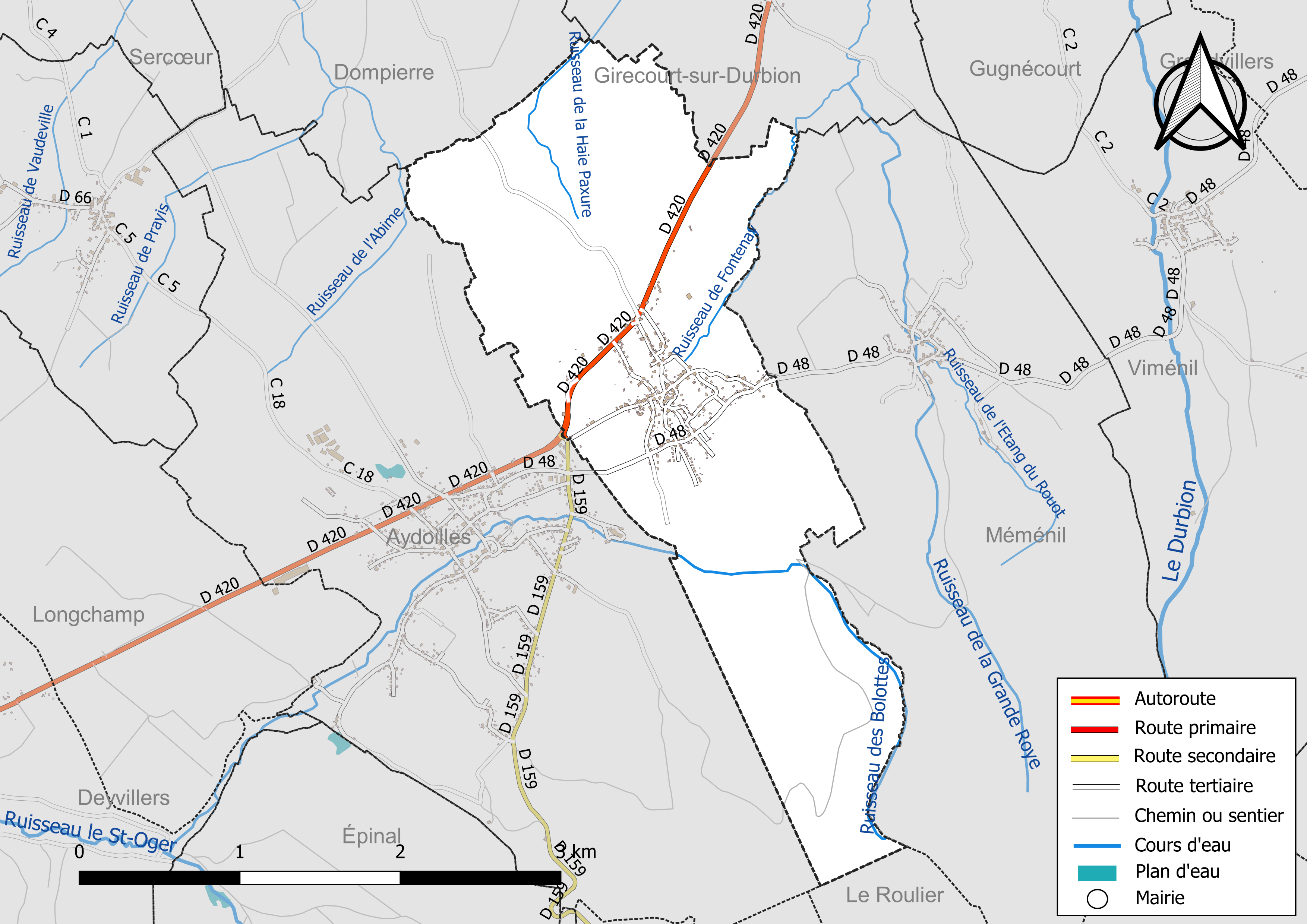
Réseaux hydrographique et routier de Fontenay.

La qualité des eaux de baignade et des cours d’eau peut être consultée sur un site dédié géré par les agences de l’eau et l’Agence française pour la biodiversité.

### Climat
Pour des articles plus généraux, voir Climat du Grand Est et Climat des Vosges.
En 2010, le climat de la commune est de type climat de montagne, selon une étude du Centre national de la recherche scientifique s'appuyant sur une série de données couvrant la période 1971-2000. En 2020, Météo-France publie une typologie des climats de la France métropolitaine dans laquelle la commune est exposée à un climat semi-continental et est dans la région climatique  Vosges, caractérisée par une pluviométrie très élevée (1 500 à 2 000 mm/an) en toutes saisons et un hiver rude (moins de 1 °C). 
Pour la période 1971-2000, la température annuelle moyenne est de 9,5 °C, avec une amplitude thermique annuelle de 17 °C. Le cumul annuel moyen de précipitations est de 1 040 mm, avec 12,7 jours de précipitations en janvier et 10,7 jours en juillet. Pour la période 1991-2020, la température moyenne annuelle observée sur la station météorologique de Météo-France la plus proche, « Le Roulier_sapc », sur la commune du Roulier à 6 km à vol d'oiseau, est de 10,2 °C et le cumul annuel moyen de précipitations est de 1 000,2 mm. 
La température maximale relevée sur cette station est de 38,1 °C, atteinte le 25 juillet 2019 ; la température minimale est de −18,3 °C, atteinte le 20 décembre 2009,,. 
Les paramètres climatiques de la commune ont été estimés pour le milieu du siècle (2041-2070) selon différents scénarios d'émission de gaz à effet de serre à partir des nouvelles projections climatiques de référence DRIAS-2020. Ils sont consultables sur un site dédié publié par Météo-France en novembre 2022.

## Urbanisme

### Typologie
Au 1er janvier 2024, Fontenay est catégorisée bourg rural, selon la nouvelle grille communale de densité à sept niveaux définie par l'Insee en 2022.
Elle est située hors unité urbaine. Par ailleurs la commune fait partie de l'aire d'attraction d'Épinal, dont elle est une commune de la couronne,. Cette aire, qui regroupe 118 communes, est catégorisée dans les aires de 50 000 à moins de 200 000 habitants,.

### Occupation des sols
L'occupation des sols de la commune, telle qu'elle ressort de la base de données européenne d’occupation biophysique des sols Corine Land Cover (CLC), est marquée par l'importance des territoires agricoles (52,4 % en 2018), en diminution par rapport à 1990 (54,8 %). La répartition détaillée en 2018 est la suivante : 
forêts (40,9 %), zones agricoles hétérogènes (40,8 %), terres arables (9,2 %), zones urbanisées (6,7 %), prairies (2,4 %). L'évolution de l’occupation des sols de la commune et de ses infrastructures peut être observée sur les différentes représentations cartographiques du territoire : la carte de Cassini (XVIIIe siècle), la carte d'état-major (1820-1866) et les cartes ou photos aériennes de l'IGN pour la période actuelle (1950 à aujourd'hui).

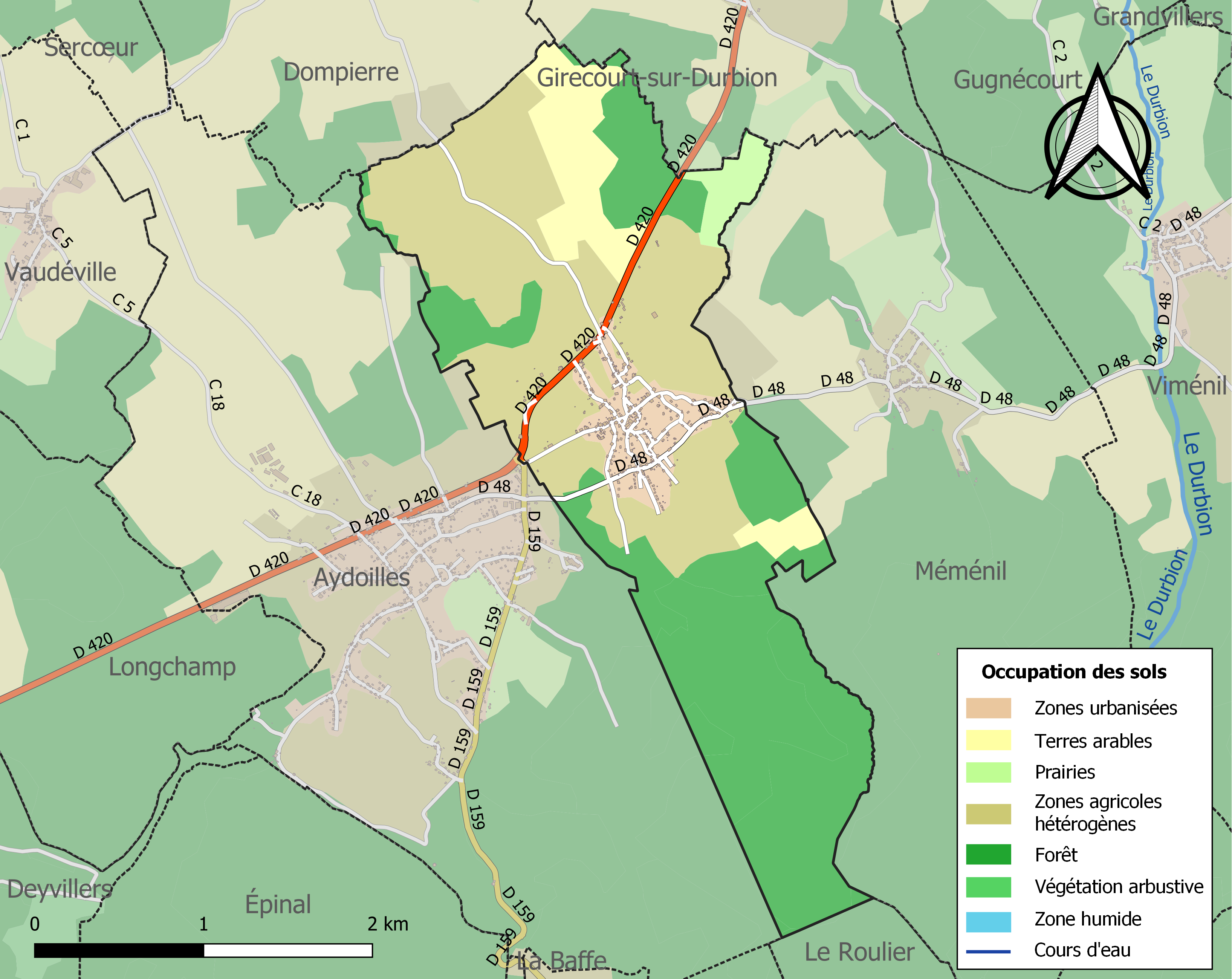
Carte des infrastructures et de l'occupation des sols de la commune en 2018 (CLC).

### Voies de communications et transports

#### Voies routières
La commune est à 1,7 km de Aydoilles, 2,1 de Méménil, 12,3 d’Épinal et 14,3 de Lamarche.
- A31 (aussi appelée autoroute de Lorraine-Bourgogne). Vittel. Échangeur Bulgnéville.

#### Transports en commun
- Fluo Grand Est.

#### Lignes SNCF

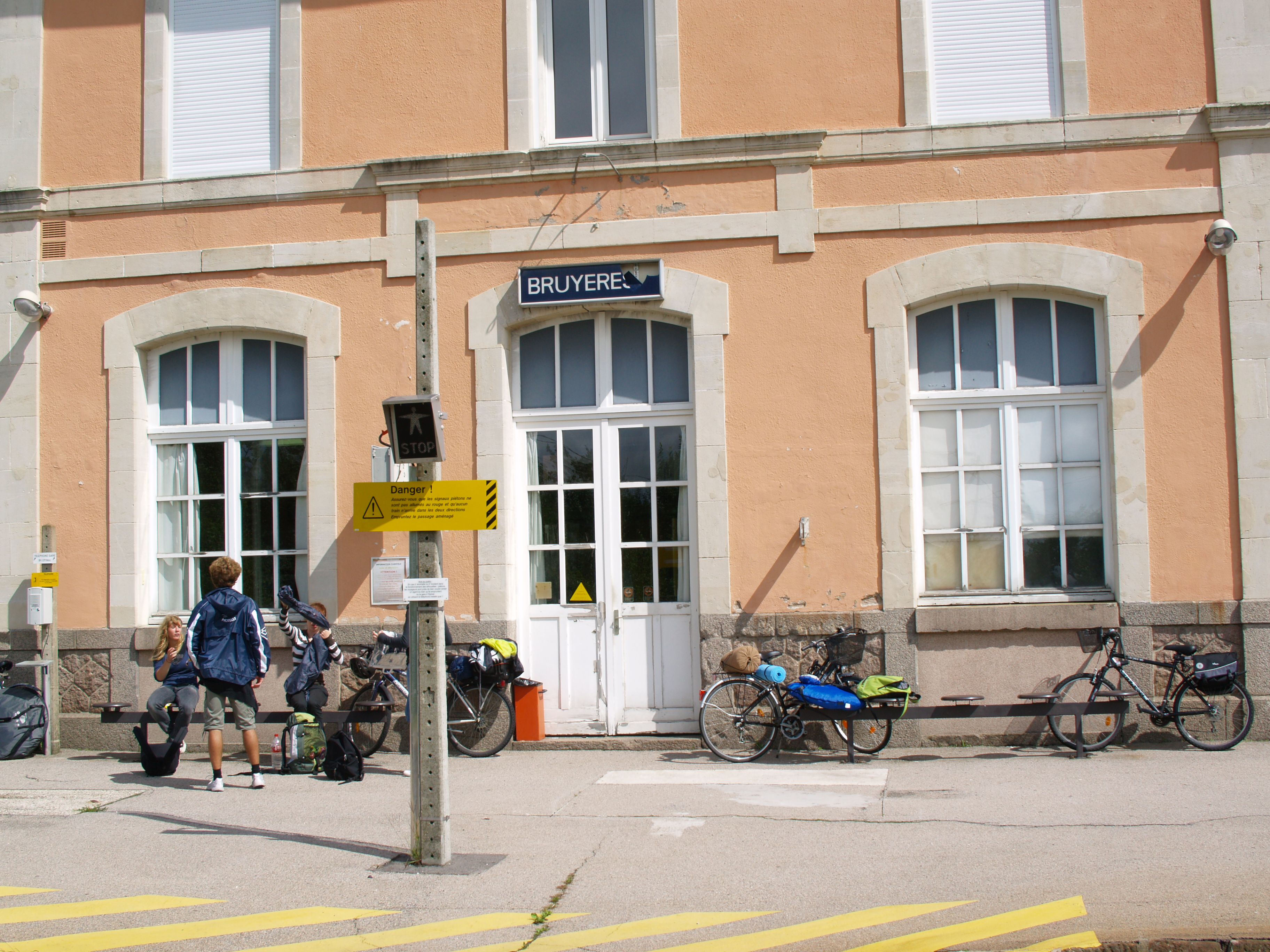
Gare de Bruyères.

- Gare de Bruyères.
- Gare d'Épinal.
- Gare d'Arches.

#### Transports aériens
- L'Aéroport d'Épinal-Mirecourt « Vosges Aéroport ».

À partir de l'été 2021, l’aéroport d’Épinal-Mirecourt est devenu le "pélicandrome" de la Zone Est et servira ainsi de base de ravitaillement et d’intervention pour les avions bombardiers d’eau connus sous le nom de Dash 8.
- Aéroport de Colmar - Houssen.
- Aéroport de Nancy-Essey.

## Toponymie
Le nom de la localité est attesté sous les formes Odo de Fontenai (XIIe siècle) ; Fontenoy (XIVe siècle) ; Fontenay (1434) ; Fontenetum (1768).

Du latin fontana et du suffixe collectif -etum : « ensemble de fontaines ».
La fontaine évoque le toponyme Fontenay, jadis Fontenetum du latin Fontanum dérivé de fons : « source, fontaine ».

## Histoire
Le village de Fontenay était partagé entre les bans de Dompierre et de Vaudicourt. Sous l’Ancien Régime, il appartenait au bailliage de Bruyères. Au spirituel, Fontenay était une annexe de la paroisse d’Aydoilles. Le chapitre de Remiremont y avait droit de patronage et percevait les deux tiers des dîmes.
Le village fut uni à Aydoilles au début de l’époque révolutionnaire et ne devint commune indépendante qu’en septembre 1793. Fontenay a fait partie jusqu’en l’an X du canton de Girecourt, district de Bruyères.
Fontenay est un village de fontaines (d'où son nom). On en compte plus d'une vingtaine s'approvisionnant à la nappe phréatique ; de nombreux puits sont encore présents dans ou aux abords des anciennes maisons.

## Politique et administration

### Découpage territorial
Par arrêté préfectoral du 15 septembre 2023, la commune est retirée le 1er janvier 2024 de l'arrondissement d'Épinal et rattachée à l'arrondissement de Saint-Dié-des-Vosges.

### Liste des maires
| Période                                  | Période    | Identité              | Étiquette | Qualité                 |
| ---------------------------------------- | ---------- | --------------------- | --------- | ----------------------- |
| Les données manquantes sont à compléter. |            |                       |           |                         |
| mars 1989                                | avril 2014 | Guy Colné             |           | Cadre dans l'automobile |
| avril 2014                               | juin 2020  | Krista Finstad-Milion |           | Professeur de gestion   |

### Budget et fiscalité 2023

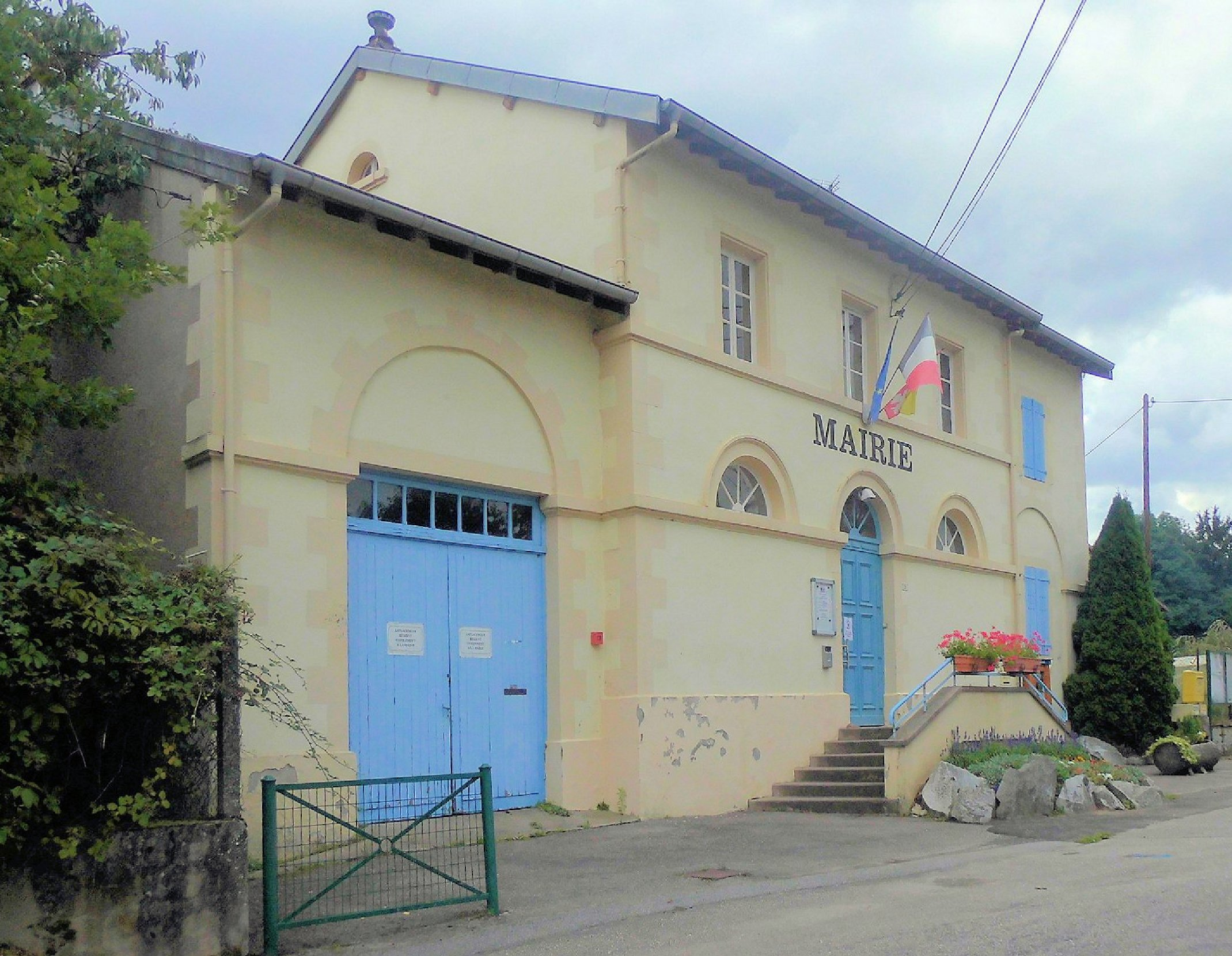
La mairie.

En 2023, le budget de la commune était constitué ainsi :
- total des produits de fonctionnement : 456 000 €, soit 949 € par habitant ;
- total des charges de fonctionnement : 410 000 €, soit 855 € par habitant ;
- total des ressources d'investissement : 86 000 €, soit 178 € par habitant ;
- total des emplois d'investissement : 58 000 €, soit 121 € par habitant ;
- endettement : 321 000 €, soit 670 € par habitant.

Avec les taux de fiscalité suivants :
- taxe d'habitation : 18,32 % ;
- taxe foncière sur les propriétés bâties : 38,53 % ;
- taxe foncière sur les propriétés non bâties : 25,57 % ;
- taxe additionnelle à la taxe foncière sur les propriétés non bâties : 0,00 % ;
- cotisation foncière des entreprises : 0,00 %.

Chiffres clés Revenus et pauvreté des ménages en 2021 : médiane en 2021 du revenu disponible, par unité de consommation : 24 410 €.

### Situation administrative
Fontenay fut une des communes fondatrices de la communauté de communes de l'Arentèle-Durbion-Padozel dont elle a été membre de 2003 à 2013.
Depuis le 1er janvier 2014, elle est intégrée à la communauté de communesBruyeres-Vallon des Vosges.
En mars 2014 les habitants ont élu pour la première fois un conseil municipal paritaire sans que la loi intervienne (pour les communes françaises de 1000+ habitants les conseils municipaux doivent compter 50% femmes/50% hommes alors qu'aucune obligation impose la parité f/h pour les communes de moins de 1000 habitants). En 2015 la commune était lauréate des premières trophées départementales des Vosges du développement durable pour le "vivre-ensemble". La même année le conseil municipal a voté de manière unanime pour une démarche développement durable - avec une charte de conduite de responsabilité sociale, économique et environnementale. En 2018 la commune a obtenu sa première libellule "Commune nature" https://www.grandest.fr/commune-nature-2/comment-devenir-une-commune-nature/. En 2019 la commune a mis en place une démarche participation citoyenne en signant une convention avec la Gendarmerie de Bruyères.
À partir du juin 2020 la parité F/H n'est plus d'actualité au conseil municipal du village. Une liste portée par 9 hommes et seulement 2 femmes s'est installée à la Mairie.

## Population et société

### Démographie

#### Évolution démographique
L'évolution du nombre d'habitants est connue à travers les recensements de la population effectués dans la commune depuis 1793. Pour les communes de moins de 10 000 habitants, une enquête de recensement portant sur toute la population est réalisée tous les cinq ans, les populations de référence des années intermédiaires étant quant à elles estimées par interpolation ou extrapolation. Pour la commune, le premier recensement exhaustif entrant dans le cadre du nouveau dispositif a été réalisé en 2006.

En 2022, la commune comptait 471 habitants, en évolution de −1,26 % par rapport à 2016 (Vosges : −2,96 %, France hors Mayotte : +2,11 %).
| 1793 | 1800 | 1806 | 1821 | 1831 | 1836 | 1841 | 1846 | 1856 |
| ---- | ---- | ---- | ---- | ---- | ---- | ---- | ---- | ---- |
| 395  | 445  | 497  | 516  | 594  | 621  | 653  | 635  | 624  |

| 1861 | 1866 | 1876 | 1881 | 1886 | 1891 | 1896 | 1901 | 1906 |
| ---- | ---- | ---- | ---- | ---- | ---- | ---- | ---- | ---- |
| 630  | 637  | 592  | 564  | 521  | 506  | 457  | 446  | 461  |

| 1911 | 1921 | 1926 | 1931 | 1936 | 1946 | 1954 | 1962 | 1968 |
| ---- | ---- | ---- | ---- | ---- | ---- | ---- | ---- | ---- |
| 426  | 406  | 379  | 347  | 323  | 311  | 318  | 268  | 268  |

| 1975 | 1982 | 1990 | 1999 | 2006 | 2011 | 2016 | 2021 | 2022 |
| ---- | ---- | ---- | ---- | ---- | ---- | ---- | ---- | ---- |
| 262  | 325  | 375  | 412  | 474  | 512  | 477  | 467  | 471  |

### Enseignement
Établissements d'enseignements :
- Écoles maternelles à Fontenay, Aydoilles, Viménil, Girecourt-sur-Durbion, Charmois-devant-Bruyères, Gugnécourt.
- Collèges à Bruyères, Épinal.
- Lycées à La Baffe, Bruyères, Épinal.

### Santé
Professionnels et établissements de santé :
- Médecins à Sercoeur, Deyvillers, Grandvillers, Docelles, Dogneville, Bruyères, Épinal.
- Pharmacies à Deyvillers, Docelles, Dogneville, Bruyères, Épinal.
- Hôpitaux à Bruyères, Épinal, Golbey, Thaon-les-Vosges.

### Cultes
- Culte catholique, Paroisse Sainte-Thérèse-du-Durbion[33], Diocèse de Saint-Dié.

## Économie

### Entreprises et commerces

#### Agriculture
- Culture de céréales (à l'exception du riz), de légumineuses et de graines oléagineuses.
- Élevage de vaches laitières

#### Tourisme
- Hébergements et restauration à Docelles, Épinal, Tendon, Pouxeux.

#### Commerces
- Commerces et services de proximité[34].

- Assistante maternelle
- Bar-cave à vin
- Boulangerie-épicérie dépanneur
- Chambres d'hôtes
- Chauffagiste
- Coiffure à domicile
- Consultante
- Ébéniste
- Entreprise d’études thermiques du bâtiment
- Garde de chiens à domicile
- Installateur pompe à chaleur - climatisation
- Macon

## Culture locale et patrimoine

### Lieux et monuments
- Fontenay est un village où prédomine la verdure avec, notamment, la forêt communale de Fontenay. Plusieurs maisons sont très anciennes, l'une porte la date de 1705 et une autre la date de 1691.
- Dans l'église Saint-Laurent[35], reconstruite en 1752[36], on peut admirer une statue en pierre du saint éponyme datant de 1575[37].
- Monument aux morts[38],[39],[40].

### Personnalités liées à la commune
- Médaillés de Sainte-Hélène[41].
- Lucien Dupays, Docteur en médecine[42]

### Héraldique, logotype et devise
| Blason de Fontenay (Vosges) | Blason  | Tranché au 1) d'azur à un têtu à deux pics de tailleur- sculpteur de pierre d'argent emmanché d'or, adextré d'une feuille de chêne du même posée en bande ; au 2) d'or à une fontaine en pierre, au pilier déversant son eau d'argent dans son auge à senestre, les deux de gueules, l'auge avec sa pierre de laveuse du même, la fontaine surmontée à dextre d'un renardeau assis de gueules également tacheté et allumé d'argent. |
| Blason de Fontenay (Vosges) | Détails | La fontaine évoque le toponyme FONTENAY jadis Fontenetum du latin Fontanum dérivé de fons : source, fontaine ; Six ruisseaux traversent le finage de Fontenay dont le ruisseau de FONTENAY, plusieurs y prennent leur source. Plusieurs fontaines du village (14) continuent à verser leur eau. Le renardeau fait allusion au sobriquet des habitants de Fontenay dont les canalisations en bois des fontaines étaient parfois obstruées par les racines des queues de renard (la prêle des champs – equisetum arvense). Un chemin du village est d'ailleurs intitulé "les renardeaux", il dessert l'école des fontaines. Le têtu à deux pics rappelle la décoration souvent sculptée sur les pierres clés de voûte des portes de grange du village ou dans le linteau de l'imposte de la porte piétonne. Elle représente la belle architecture locale des maisons paysannes anciennes aux portes de grange de plein cintre ou en anse de panier, aux pierres angulaires, aux bandeaux, aux linteaux et aux bassins, façonnés dans la pierre extraite de plusieurs carrières de grès de Fontenay, exploitées naguère. Les gueules (rouge) évoquent le martyre de saint Laurent sur le gril auquel est vouée l'église et dont une statue en pierre, datant de 1575, est classée. L'or du champ est surtout celui des céréales à une période de l'année, il évoque les cultures. La feuille de chêne représente les arbres : feuillus et sapin (abies alba), des forêts environnantes. L'or, les gueules (rouge) et l'argent des meubles font allusion aux armes de Lorraine et au duché de Lorraine dont dépendait Fontenay jadis (le duché de Lorraine avait pour armes : d'or à la bande de gueules chargée de trois alérions d'argent). Création Robert André LOUIS, membre du Comité Lorrain d’Héraldique, avec les conseils de Madame Anne-Marie COIGNUS membre de MAISONS PAYSANNES DES VOSGES, et de Monsieur Jean-François GUILLOT adjoint, adoptée par la commune le 21 mars 2022, Monsieur Jérôme POIFOULOT étant maire. |

## Pour approfondir